# Inca bigotut
El inca bigotut (Incaspiza laeta) és un ocell de la família dels tràupid (Thraupidae).

## Hàbitat i distribució
Habita zones àrides amb matolls dels Andes del nord del Perú.